# Rick és Morty
A Rick és Morty (eredeti cím: Rick and Morty) 2013-tól vetített, felnőtteknek szóló amerikai számítógépes animációs sci-fi-témájú szituációs komédia, amelyet Justin Roiland és Dan Harmon alkotott. Főszereplői a cinikus őrült tudós Rick Sanchez, és unokája, a jószándékú Morty, akik különféle interdimenzionális kalandokba keverednek, és közben helyt kell állniuk a hétköznapokban is. Az epizódok jellemzően kétféle téma valamelyike mentén zajlanak: vagy a családban történik valamilyen drámai esemény, vagy a mizantróp jegyeket mutató Rick hurcolja magával Mortyt valamilyen őrült kalandra.
Előzményét egy 2012-es "Vissza a jövőbe" paródia rövidfilm képezi. Vetítése során pozitív kritikákat kapott, a sorozat két Emmy-díjat is elnyert. Az Egyesült Államokban 2013. december 2-ától sugározza az Adult Swim csatorna. Magyarországon először 2017. december 1-én mutatta be a Comedy Central. 2021-től az HBO digitális platformjain folytatódott tovább (először az HBO GO-n, majd az HBO Max-en).
2018-ban az alkotók hetven új részre kötöttek szerződést. Az aktuális, hetedik évadot 2023 őszén mutatták be.

## Ismertető
A sorozat főszereplői a Smith-család tagjai: a szülők (Jerry és Beth) és a gyerekeik (Summer és Morty). Velük él egy háztartásban Beth apja, Rick is. Rick egy habókos alkoholista tudós, aki nincs túl jó véleménnyel a hagyományos társadalmi konvenciókról, úgy mint az iskola, a szerelem, a házasság, és a család. Különféle alternatív dimenziókban folytatott kalandozásaira magával viszi 14 éves unokáját, Mortyt, a kedves, de félénk fiút, aki naivitásával és erős erkölcsi érzékével teljes egészében ellentéte Rick machiavellisztikus egójának. Morty 17 éves nővére, Summer, az átlagos tinédzserek mindennapi problémáival szembesül, és néha ő is a párossal tart. A gyerekek anyja, Beth a család összetartó ereje, aki lószív-sebészként dolgozik. Férje Jerry, akivel házasságuk nem tökéletes – a férfi elég egyszerű ember, és nem nagyon szíveli Ricket.
Mivel a főszereplők sokat utaznak az univerzumok között, bizonyos univerzumokban található megfelelőik viselkedése eltérő lehet. Az "igazi" Rick a C-137-es dimenzióból származik, a többiekre azonban ez nem feltétlenül igaz: miután az első évad egyik epizódjában Rick egy vírussal szerencsétlen módon mutánssá változtatja a Föld összes lakóját, ő és Morty egy másik dimenzióba költöznek.
A család Seattle egyik külvárosában él, a cselekmény pedig gyakorlatilag végtelen számú dimenzióban és helyen.

## Szereplők
- Rick Sanchez (Justin Roiland, a 7. évadtól Ian Cardoni, magyar hangja Háda János) Beth Smith apja és Morty nagyapja. Zseniális tudós, aki a dimenziók közt tud utazni. Ezekre az utazásokra rendszeresen magával viszi az unokáját, Morty-t. Viselkedése illetlen, gyakorta cinikus, szemlátomást alkoholista, beszéde közben gyakran böfög, és általában a cselekedetei önös érdekekből fakadnak. A különböző dimenziókban más-más, alternatív Rickek léteznek. A sorozat főszereplője a C-137 dimenzió Rickje. A különböző Rickek létrehoztak egy szövetséget önmaguk védelmére, aminek a vezetője a "Rickek tanácsa", ami a "Rickek fellegvárában" székel. A Tanácsnak az "igazi" Rick nem tagja, és megveti az alteregóinak e szervezetét. Minden Rick közül ő a 3. leggonoszabb, mégis akármilyen felelősségtudat nélkül is cselekszik, az unokáját mindig megmenti a bajból – még ha nem is ismeri ezt el
- Mortimer "Morty" Smith, Sr. (Justin Roiland, a 7. évadtól Harry Belden, magyar hangja Baráth István) Rick unokája, 14 éves kamaszfiú, aki a korához illően érdeklődik a lányok iránt. A Harry Herpson Középiskolába jár, és nagyon vonzódik a csinos Jessica-hoz, aki az osztálytársa. Jessica barátja egy "menő" srác, aki ezt rendszerint érezteti is Mortyval. Morty nagyapjához képest kevésbé intelligens, de a szíve a helyén van, és a végsőkig kitart mellette.
- Beth Smith (született: Sanchez) (Sarah Chalke, magyar hangja Zakariás Éva) Rick lánya, Summer és Morty anyja, Jerry felesége. Foglalkozása lószív-sebész. Mielőtt megismerte a férjét, még embereket akart műteni, de aztán teherbe esett, ezért le kellett tennie álmáról. Apjával szemben sokkal elfogadóbb, mint a férje. A férjével sok konfliktusuk van, amire több rész is épít – egy időben majdnem el is válnak. A későbbi évadok során Rick klónozta őt, így kettő lett belőle, de nem tudni, melyikük az igazi. Második alteregója egy űrlázadás vezéralakjává vált, ezért Űr-Beth néven hivatkoznak rá, és a későbbiekben is a család része maradt.
- Jerry Smith (Chris Parnell, magyar hangja Seder Gábor) Beth férje, Summer és Morty apja. Nem igazán kedveli Ricket és a befolyását a családra, amit nem rejt véka alá. Férjként és emberként sem tökéletes: a házasságában is kudarcot kudarcra halmoz, ahogy a munkájában is szerencsétlen. Egyszerű ember, de a család a legfontosabb a számára. A kalandok során gyakran kerül olyan helyzetbe, amikor látszólag ő van a középpontban, mint pozitív hős, ám ez rendszerint nem tart sokáig.
- Summer Smith (Spencer Grammer, magyar hangja Pekár Adrienn) 17 éves lány, Morty nővére, anyja Beth, apja Jerry, nagyapja Rick. Együtt jár Mortyval a Harry Herpson Középiskolába. Több alkalommal elkíséri Morty-t és Ricket az útjukra. Szeretné ő is megkapni a nagyapja figyelmét, ahogy Morty.

### Mellékszereplők
- Jessica (Kari Wahlgren, magyar hangja Hermann Lilla) Morty osztályába jár, a fiú pedig halálosan szerelmes belé, de ő a legtöbbször még csak észre sem veszi őt. Amikor viszont igen, akkor általában kedves és egyenes vele.
- Punci igazgató (Phil Hendrie, magyar hangja Varga T. József): Morty iskolájának igazgatója, akiből gyakran gúnyt űznek a neve miatt, noha azt ő is szereti kihangsúlyozni.
- Mr. Goldenfold (Brandon Johnson, magyar hangja Bolla Róbert (1–5. évad)): Morty matektanára, aki nagyon komolyan veszi a munkáját. A felszín alatt számos elnyomott tulajdonsága van, mint a beteges szexuális fantáziák vagy a koprofágia.
- Madárszemély (Dan Harmon, magyar hangja Varga Gábor): Rick legjobb barátja, egyfajta interdimenzionális szuperhős. Korábban a Galaktikus Föderáció ellen harcolt, de a második évad végén menyasszonya, Tammy megöli őt, aki mindvégig a Föderáció ügynöke volt. A harmadik évad elején látható, ahogy Tammy újjáépíti, mint Főnixszemély. Később Rick megmenti őt, rendezik kapcsolatukat, és újra barátok lesznek.

## Magyar változat
A szinkront az Active stúdió (1-5. évad) és a Direct Dub Studios (6. évadtól) készítette.
Főcím: Korbuly Péter (1-3. évad), Megyeri János (4-5. évad), Nagy Sándor (6. évad), Bordi András (7. évad), Rábai Balázs (8. évad)
Magyar szöveg: Torma Péter (1. évad), Blahut Viktor (2-5. évad, 6x02-6x10, 7. évadtól), Vajda Evelin (6x01)
Vágó: Másik Zoltán (1-5. évad), Győrösi Gabriella (6. évad), Wünsch Attila (7. évadtól)
Hangmérnök: Másik Zoltán (1-5. évad), Hollósi Péter (6. évad), Fehéresi Péter (7. évadtól)
Gyártásvezető: Somogyi Tímea (1-3. évad), Kristóf Katalin (4-5. évad), Vigvári Ágnes (6. évad), Masoll Ildikó (7. évadtól)
Szinkronrendező: Kemendi Balázs (1-3. évad, 6. évadtól), Földi Tamás (4-5. évad)
Produkciós vezető: Földi Tamás (1-5. évad), Jávor Barbara (6. évadtól)
Magyar hangok
- Baráth István – Morty Smith
- Bartók László – Leonard Smith
- Berecz Kristóf Uwe – Ifjabb Morty gyerekként
- Berkes Bence – Squanchy, Ethan
- Bolla Róbert – Mr. Goldenfold
- Bordás János – Eric McMan, Stu idegen
- Bor László – Alejandro
- Dolmány Attila – Zeep Xanflorp, Glootie
- Epres Attila – Miles Knightley
- Forgács Péter – James Gunn
- Földi Tamás – Terry tanára, Nagydarab zöld szörny, Favágó, Nebulon herceg, Óriás bíró, Rablotron
- Gacsal Ádám – Csúszka, Ifjabb Morty tinédzserként
- Gulás Fanni – Tammy, Annie
- Háda János – Rick Sanchez
- Hám Bertalan – Frank Palicky
- Hamvas Dániel – Mr. Csicska, Nyom-Nyomi, Kakiskuki úr
- Hermann Lilla – Jessica
- Kerekes József – Jim Carrey
- Kajtár Róbert – Ruben Ridley
- Karsai István – Mágus
- Kálid Artúr – TV-bemondó, Mr. Marklevitz, Tony, Baltromó, Sztorilord
- Király Adrián – Szimat
- Király Attila – Johnny Depp, Hasznos úr
- Mohácsi Nóra – Mrs. Gofri
- Molnár Ilona – Gaia
- Molnár Kristóf – Alexander
- Moser Károly – Chans
- Papucsek Vilmos – Poncho
- Pekár Adrienn – Summer Smith
- Posta Victor – Jacob
- Rátonyi Hajni – Joyce Smith
- Rosta Sándor – Dr. Xenon Bloom, az USA elnöke
- Seder Gábor – Jerry Smith
- Schnell Ádám – Beszélő macska
- Solecki Janka – Melissa, Ma-Sha
- Sörös Miklós – Abradolph Lincler
- Téglás Judit – Wong
- Varga Gábor – Madárszemély, Tom Randolph, Brad Anderson, Vance Maximus
- Varga Rókus – Terror Terry, Dale óriás, Risotto Groupon
- Varga T. József – Punci Igazgató
- Zakariás Éva – Beth Smith

További magyar hangok: Albert Péter, Bartók László, Bárány Virág, Bogdán Gergő, Bor László, Czupi Áron, Csúz Lívia, Faragó András, Fehérváry Márton, Földi Tamás, Gazdik Katalin, Hám Bertalan, Illésy Éva, Kis-Kovács Luca, Kocsis Mariann, Koncz-Kiss Anikó, Kossuth Gábor, Lipcsey Borbála, Molnár Levente, Németh Attila István, Orosz Gergely, Pupos Tímea, Rádai Boglárka, Réti Szilvia, Solecki Janka, Sörös Miklós, Szabó Andor, Szrna Krisztián

## Epizódok
| Évad | Évad | Epizódok | Eredeti sugárzás    | Eredeti sugárzás    | Eredeti adó         | Magyar sugárzás    | Magyar sugárzás    | Magyar adó |
| Évad | Évad | Epizódok | Évadpremier         | Évadfinálé          | Eredeti adó         | Évadpremier        | Évadfinálé         | Magyar adó |
| ---- | ---- | -------- | ------------------- | ------------------- | ------------------- | ------------------ | ------------------ | ---------- |
|      | 1.   | 11       | 2013. december 2.   | 2014. április 14.   |                     | 2017. december 2.  | 2017. december 18. |            |
|      | 2.   | 10       | 2015. július 26.    | 2015. október 4.    | 2018. január 3.     | 2018. január 16.   |                    |            |
|      | 3.   | 10       | 2017. április 1.    | 2017. október 1.    | 2018. február 5.    | 2018. február 16.  |                    |            |
|      | 4.   | 10       | 2019. november 10   | 2020. május 31.     | 2021. június 21.    | 2021. június 21.   |                    |            |
|      | 5.   | 10       | 2021. június 20.    | 2021. szeptember 5. | 2021. október 6.    | 2021. október 6.   |                    |            |
|      | 6.   | 10       | 2022. szeptember 4. | 2022. december 11.  | 2022. szeptember 5. | 2022. december 12. |                    |            |
|      | 7.   | 10       | 2023. október 15.   | 2023. december 17.  | 2023. október 16.   | 2023. december 18. |                    |            |
|      | 8.   | 10       | 2025. május 25.     | 2025. július 27.    | 2025. május 26.     | 2025. július 28.   |                    |            |

2012 májusában jelentette be az Adult Swim, hogy a sorozat pilot epizódja alapján berendeltek egy egész évadot, amely 2012 októberében gyártásba is került, mint a csatorna egyik első főműsoridős saját gyártású tartalma. Az első évadot 2013 decemberében mutatták be és 2014 áprilisában ért véget, mely a pilot epizóddal együtt összesen 11 részt jelent. Minden hétfőn este 22:30-tól vetítették az epizódokat. 2014 februárjában, a jó nézettségi adatokat látva egy második évadot is berendeltek, amit 2015 júliusában tűztek műsorra, vasárnaponként 22:30-tól. Mivel ez is rendkívül jó nézettséggel futott, szinte rögtön berendelték a harmadik évadot is. Ez teljesen váratlanul, áprilisi tréfaként indult el, előre be nem jelentve, 2017. április 1-jén, majd 4 hónappal később folytatódott, a vasárnap késő esti sávban. Az évadot 14 részesre tervezték, végül mégis csak tíz készült el. Közben a sorozat külföldi népszerűségét látva a magyar Comedy Central is megvásárolta az első három évadot, és 2017 decemberétől, a hétköznap este 11 órás műsorsávban sorban leadta az epizódokat.
Az Adult Swim hosszútávú, 70 részre szóló szerződést kötött az alkotókkal 2018-ban, nem konkretizálva azt, hogy összesen hány évadon keresztül mutatják be azt. Több mint két év szünet után, 2019 novemberében mutatták be a negyedik évadot, amit két részre bontva vetítettek: a másik felét 2020 tavaszán adták le. Az ötödik évad 2021 júniusában debütált, és ezzel egy időben a magyar HBO GO, akihez a vetítés jogai kerültek, leadta a negyedik évadot magyarul is, majd a külföldi befejezést követően az ötödiket is. A hatodik évad egyszerre debütált 2022 szeptemberében az Adult Swimen és a magyar HBO Max-en.

## A sorozat készítése
A sorozatot Justin Roiland és Dan Harmon találták ki. Először a Channel 101-on találkoztak, ami egy havonta megrendezett rövidfilmfesztivál volt Los Angelesben, és amelynek Harmon volt a társalapítója. A rendezvény lényege az volt, hogy minden benevezőnek készítenie kellett egy olyan rövidfilmet, ami akár pilot epizódként is megállta volna a helyét, és ezután a közönség döntött, hogy bizalmat szavaz-e a folytatásnak. Roiland 2004 óta nevezett különféle alkotásokkal, melyekben a közös az volt, hogy mindben volt valamilyen sokkoló dolog, ami megbotránkoztathatta a közönséget. Harmonnak mindazonáltal tetszett Roiland humora. Amikor 2006-ban Roilandot kirúgták egy tévésorozat stábjából, elkészített egy "The Real Animated Adventures of Doc and Mharti" című animációs rövidfilmet, amiben a "Vissza a jövőbe" trilógia két hősét, Dr. Emmett Brownt és Marty McFly-t figurázta ki. A botrányos rövidfilmben a Doki arra akarta rávenni Mhartit, hogy elégítse ki őt orálisan, mert csak így tudnak visszautazni az időben. Doki és Mharti karakterei mind külsőségeiben, mind jellemükben és hangjukban nagyon hasonlóak voltak a későbbi Rickhez és Mortyhoz. Népszerűsége miatt néhány rövidebb folytatás készült hozzá. Az ezt követő időben Harmon a "Balfékek" című sorozatot csinálta az NBC megrendelésére, Roiland pedig szinkronizált a "Pecatanya" és a "Kalandra fel!" című rajzfilmsorozatokban.
Harmont 2012-ben kirúgták a "Balfékek"-ből, ekkor kereste meg őt az Adult Swim csatorna azzal az ajánlattal, hogy csináljon nekik egy rajzfilmsorozatot. A készítők ekkor álltak össze, ugyanis Harmon inkább a történetírásban, a párbeszédekben és a karaktertervezésben volt erős, de az animációban kevéssé volt jártas. Felhívta Roillandot, akinek egyből a korábbi kisfilmje jutott eszébe, csak ezúttal átnevezte a szereplőket Rickre és Mortyra. Roiland 11 perces szegmensekből álló sorozatra gondolt, az Adult Swim viszont félórás epizódokat kért. Harmon úgy gondolta, hogy a műsoridő legegyszerűbben úgy nyújtható meg, ha a karakterek köré egy családot is épít, Rick pedig lehetne Morty nagyapja. Roiland ekkoriban nehéz időszakot élt át, mert a FOX részére készített három pilot-epizódját is visszadobták, és emiatt kezdte kiégettnek érezni magát.
Az első epizód vázlatát hat óra alatt dobták össze, ezt adták el pilotként, majd ezután írták meg a konkrét forgatókönyvet. Roiland, aki tudta magáról, hogy hajlamos halogatni a dolgokat, megkérte Harmont, hogy üljenek le, és egy szuszra írják meg az egészet. A kezdetektől egyértelmű volt, hogy mindkét főhős szinkronhangja Roiland lesz, amit a csatorna eleinte ellenzett, mert Morty karaktere eléggé alulfejlett volt. Több módosítást követően Morty egy asszertív karakterré alakult, és a stúdió ezt már elfogadta.
A főcímdal, amely egyszerre ötvözi a klasszikus sci-fi sorozatok hangzásvilágát és a "Tintin kalandjai" főcímdalát, egy "Dog World" című, a Cartoon Network által visszadobott sorozathoz készült eredetileg.

### Roiland elbocsátása
2023 januárjában Justin Roilandot megvádolták a kaliforniai Orange Countyban kapcsolati erőszakkal és személyi szabadság megsértésével, mely 2020 januárjában történt, egy olyan, ismeretlen nő által, akivel ekkor párkapcsolatban volt. Az első tárgyalást április 27-ére tűzték ki, de már márciusban ejtették az összes vádat, bizonyítékok hiányában. Ezt követően robbant a botrány, hogy még 2015-ben kifogásolható módon kommunikált kiskorúakkal a világhálón. Az Adult Swim válaszul bejelentette, hogy Roilandot azonnali hatállyal kirúgja a készülő hetedik évad munkálataiból, emellett a főszereplők is új szinkronhangokat kapnak.

## Érdekességek
- A Simpson család egyik couch gagjében megjelenik Rick és Morty, abban a változatban Rick hangját Berzsenyi Zoltán adta, míg Morty hangja már akkor is Baráth István volt.
- A 2. évad 3. részében Dan Harmon másik sorozatának, a Community-nek ("Balfékek") a szereplői tűnnek fel egy pillanatra egy tévében.[14]